# Aqualand Köln
Koordinaten: 51° 1′ 36″ N, 6° 54′ 31″ ODas Aqualand Köln ist ein Erlebnisbad im Kölner Stadtbezirk Chorweiler.

## Geschichte
1991 baute der Unternehmer Georg Theune, zuvor Vorstandschef einer Düsseldorfer Versicherung, im Osten Chorweilers das Erlebnisbad Aqualand. An Wochenenden besuchten bis zu 2.000 Gäste täglich das Bad. Allerdings veräußerte das Theune Spa Management das Bad nach kurzer Zeit wieder. Es verlor das Interesse, da der Besucherstrom hier sehr schwankend war und offensichtlich nur am Wochenende sein Potential entfalten konnte (Zitat: „Uns hat das Spaßbad keinen Spaß gemacht“). Das Unternehmen baute in der Folge andere Bäder aus, darunter das Kölner Neptunbad und die Claudius-Therme.
1992 wurde das Erlebnisbad an Heinz Steinhart verkauft.
Die Farbgestaltung der Fassade wurde 2006 von dem Künstler Carsten Kruse konzipiert.
Neben dem Aqualand betreibt die Unternehmerfamilie Steinhart die Erlebnisbäder Kristall Palm Beach in Stein und Miramar in Weinheim.

## Ausstattung
Neben dem Schwimmbadbereich mit mehreren Rutschen, Whirlpools, Kinderbereich und einem Restaurant, gibt es im Aqualand einen Saunabereich mit mehrere Innen- und Außensaunen, Dampfbäder, Wellnessangebote, ein Fitnessstudio und eine Physiotherapiepraxis.

## Trivia
Das Maskottchen des Erlebnisbades ist ein blauer Oktopus (Paulchen).